# بيرتا كولادو
بيرتا كولادو (بالإسبانية: Berta Collado)‏ هي عارضة وصحفية ومقدمة تلفزيونية وممثلة إسبانية، ولدت في 3 يوليو 1979 في طلبيرة في إسبانيا.

## وصلات خارجية
- الموقع الرسمي
- بيرتا كولادو على موقع IMDb (الإنجليزية)